# ديفيد شبيلر
ديفيد شبيلر (بالسلوفينية: David Špiler) مواليد 2 يناير 1983 في كراني، جمهورية يوغوسلافيا الاشتراكية الاتحادية، هو لاعب كرة يد سلوفيني يلعب كوسط مدافع. مثل منتخب سلوفينيا لكرة اليد.

## سجل المنافسة
شارك في البطولات التالية:
- بطولة العالم لكرة اليد للرجال 2015
- بطولة أوروبا لكرة اليد للرجال 2012

## روابط خارجية
- ديفيد شبيلر على موقع الاتحاد الأوروبي لكرة اليد (الإنجليزية)